# آرامگاه حاج الله یارخان امیر علاءالدین
مقبره حاج الله یارخان امیر علاءالدین مربوط به دوره قاجار است و در شهرستان بیجار، روستای خسروآباد گروس واقع شده و این اثر در تاریخ ۵ آذر ۱۳۸۰ با شمارهٔ ثبت ۴۴۸۰ به‌عنوان یکی از آثار ملی ایران به ثبت رسیده است.